# 715

## Починали
- 9 април – Константин, римски папа